# Nordungarske bjerge
De nordungarske bjerge (ungarsk: Északi-középhegység), nogle gange også omtalt som de nordøstlige ungarske bjerge, nordøstlige bjerge, nordungarske højland, nordungarske mellembjerge eller nordungarske bjergkæde, er den nordlige, bjergrige del af Ungarn. Det danner en geografisk enhed med Mátra-Slanec-området, de tilstødende dele af Slovakiet. Det er et separat geomorfologisk område inden for de vestlige Karpater.
Bjergene løber langs Ungarns nordøstlige grænse samt østlige dele af den ungarsk-slovakiske grænse i et bredt bånd fra Donauknæet til byen Prešov .

## Underafdelinger
Området består af følgende geomorfologiske enheder:
- Börzsöny [3] ( ungarsk: Börzsöny + Burda (SK)
- Gödöllő Hills ( ungarsk: Gödöllői-dombság )
- Cserhát [3]
- Karancs - Medves- området + Cerová Highlands (SK)
- Mátra [3] (ungarsk: Mátra)
- Bükk [3] (ungarsk: Bükk eller " Bükk hegység " – bogstaveligt talt bøg (bjerge))
- Zemplén-bjergene eller Tokaj-bjergene (ungarsk: Zempléni-hegység, Tokaji-hegység)

Områder i det tilstødende Mátra-Slanec-område i Slovakiet:
- Slanec-bjergene (slovakisk: Slanské vrchy)
- Zemplín-bjergene ( slovakisk: Zemplínske vrchy)

## Beskrivelse
De nordungarske bjerge begynder med bjergkæden Börzsöny, der støder op til Donau-bøjningen, hvor den møder de transdanubiske bjerge .
Börzsöny-området er omkring 600 km² i areal og hovedsageligt af vulkansk oprindelse. Den højeste top er Csóványos (938 m).
Det næste område mod øst er Cserhát, med samme geologiske sammensætning som Börzsöny. Erosionen her var mere alvorlig: disse er blot bakker og udgør den laveste del af de nordungarske bjerge. Det højeste punkt er Naszály (654 m).
Kékes, landets højeste top på 1014 meter, ligger i den næste række, Mátra. Imidlertid er områdets gennemsnitlige højde kun 600 meter, mindre end nabolandet Bükks. Mátra er også af vulkansk oprindelse.
Bükk er et kalkstensområde; det har den højeste gennemsnitshøjde i Ungarn. Den er rig på huler, hvoraf nogle var beboet i oldtiden.
Aggtelek Karstområdet er en geologisk formation, der spænder over den ungarsk-slovakiske grænse, og årsagen til grotterne i Aggtelek Karst og det slovakiske Karst der er et verdensarvssted og den ungarske Aggtelek Nationalpark. Ungarns mest populære grotte, Baradla, ligger der.
Zemplén-bjergene er igen af vulkansk oprindelse; jordens høje kvalitet giver gode muligheder for vindyrkning .

### Naturressourcer
- brunkul
- frugtbar jord
- skovbrug
- kalksten
- vindyrkning

### Nationalparker
- Aggtelek Nationalpark (etableret i 1985)
- Bükk Nationalpark (etableret i 1976)
- Donau-Ipoly Nationalpark (etableret i 1997)

### Beskyttede områder
- Hollókő (siden 1977)
- East Cserhát (siden 1989)
- Karancs-Medves (siden 1989)
- Mátra (siden 1985)
- Tarnavidék (siden 1993)
- Lázbérc (siden 1975)
- Tokaj-Bodrogzug (siden 1986)
- Zemplén (siden 1984)

## Billeder
- Mátra bjerge
- Aggtelek Nationalpark – Baradla-hulen
- Den højeste top, Kékes